# Kapelica sv. Tome i sv. Marka u Kašini
Kapelica sv. Tome i sv. Marka katolička je kapela koja se nalazi u zagrebačkoj četvrti Sesvete u naselju Kašina. Smještena je na izlazu iz Kašine, na cesti prema Planini Gornjoj. Izgrađena je 2015. godine zahvaljujući donacijama i filantropskom radu mještana i lokalnih tvrtki. Popis darovatelja istaknut je na pročelnoj ploči koja je nalazi pored ulaza s rešetkastim vratima.

## Povijest
Kapelica je izgrađena na spomen na drvenu kapelu sv. Tome iz 1651. godine koja se nalazila na istoj lokaciji. Kanonska vizitiacija iz 1720. godine spominje kapelu u lošem stanju koja je morala biti srušena. Na istom je mjestu 1757. godine izgrađena nova crkvica koja je imala svod, kameni pod i krov. U njoj su se nalazila tri zidana, oslikana i pozlaćena oltara: sv. Tome, sv. Jakova i sv. Lovre. Ova je kapela bila srušena u potresu koji je pogodio Zagreb 1880. godine.
Ovaj se sakralni objekt nalazi na platou s nekoliko visokih borova te s klupama za odmor. Kapela je četvrtasta građevina veličine 2,5 x 3,5 m s tornjićem, ravnim zidom svetišta i bočnim prozorima. Na kapeli se nalazi natpis »sv. Toma i sv. Marko molite za nas«, a na stražnjem se zidu kapele senalazi raspelo s metalnim pozlaćenim kipom Krista. Na mremorni su olatar postavljeni kameni kipovi sv. Tome apostola i sv. Marka evanđelista.

## Galerija
- Pogled na kapelu
- Prednje pročelje
- Popis donatora i filantropa
- Unutrašnjost crkve
- Bočno i stražnje pročelje